# Xã East Oak Bluff-Blue Cane, Quận Clay, Arkansas
Xã East Oak Bluff-Blue Cane (tiếng Anh: East Oak Bluff-Blue Cane Township) là một xã thuộc quận Clay, tiểu bang Arkansas, Hoa Kỳ. Năm 2010, dân số của xã này là 1.527 người.